# Bedum

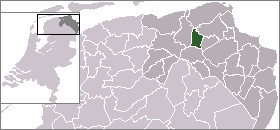
Bedums läge (grönt) i Groningen (mörkgrått).

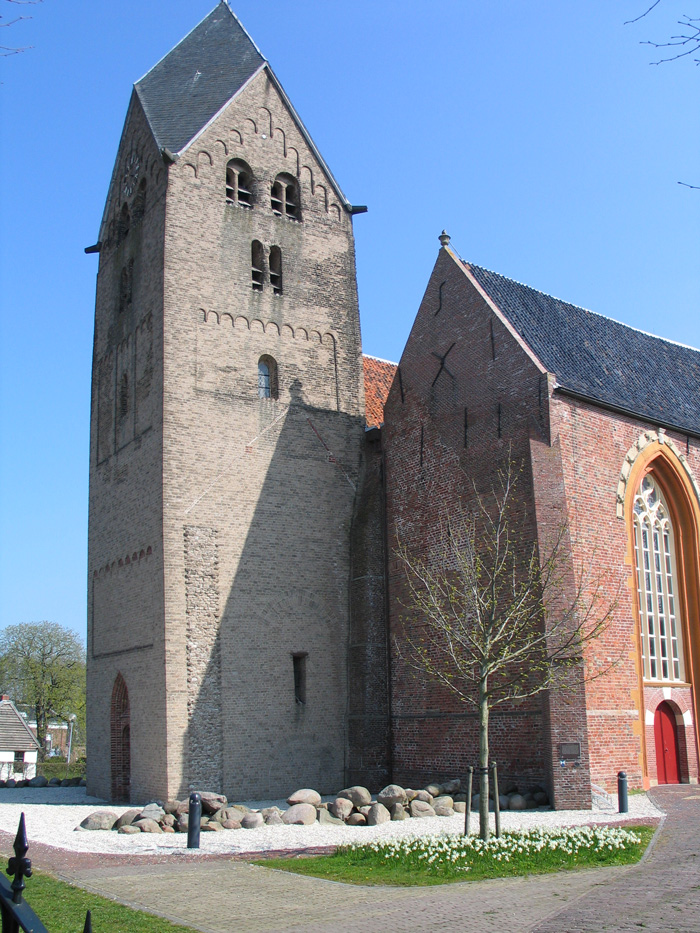
Valfridkyrkan.

Bedum är en historisk kommun i provinsen Groningen i Nederländerna. Kommunens totala area är 44,96 km² (där 0,38 km² är vatten) och invånarantalet är på 10 738 invånare (2005). Född i Bedum är Arjen Robben, fotbollsspelare i Bayern München.